# Тейт Армстронґ
Тейт Армстронґ (англ. Tate Armstrong, 5 жовтня 1955) — американський баскетболіст.
Олімпійський чемпіон 1976 року.